# Kjell Knarvik
Kjell Arnt Knarvik (* 29. Mai 1927 in Mysen, Eidsberg; † 12. November 2011) war ein norwegischer Skispringer.

## Werdegang
Knarvik, der für den Verein Mysen IF startete, sprang bei den Norwegischen Meisterschaften 1951 in Narvik auf den siebenten Platz von der Normalschanze. Am 7. Januar 1951 war er auf der Bergiselschanze in Innsbruck Zweiter hinter Josef Bradl geworden. Im folgenden Jahr bei den Norwegischen Meisterschaften 1952 in Porsgrunn erreichte er den 12. Platz. Bei der Nordischen Skiweltmeisterschaft 1954 im schwedischen Falun startete Knarvik im Einzelspringen. Dabei verpasste er eine Medaille nur knapp und wurde Vierter. Im Dezember startete er bei der Vierschanzentournee 1954/55. Beim Auftaktspringen auf der Schattenbergschanze in Oberstdorf landete er nur knapp hinter den Podiumsplätzen auf dem vierten Platz. Auch auf der Großen Olympiaschanze in Garmisch-Partenkirchen konnte er mit Platz fünf ein sehr gutes Ergebnis erzielen. Nach einem für Knarvik enttäuschenden 24. Platz auf der Bergiselschanze in Innsbruck beendete er die Tournee mit dem neunten Platz auf der Paul-Außerleitner-Schanze in Bischofshofen. In der Tournee-Gesamtwertung belegte Knarvik schließlich den fünften Rang.

## Erfolge

### Vierschanzentournee-Platzierungen
| Saison  | Platz | Punkte |
| ------- | ----- | ------ |
| 1954/55 | 5.    | 824,3  |